# Cementerio de los Afligidos
El Cementerio de los Afligidos (en portugués: Cemitério dos Aflitos), denominado también como Cementerio de los Ahorcados (en portugués: Cemitério dos Enforcados), fue un cementerio que existió en los siglos XVIII y XIX en la ciudad de São Paulo, Brasil. Se ubicaba en lo que actualmente es el barrio de Liberdade, aproximadamente en la zona que hoy delimitan las calles rua dos Estudantes, Rua Galvão Bueno, rua da Glória y la Radial Leste manteniéndose en pie únicamente su antigua capilla conocida como "Capilla de los Afligidos".
Construido entre 1774 y 1775, empezó a recibir entierros a partir de 1779 y dejó de funcionar luego de la inauguración del Cementerio de la Consolación en 1858 para ser demolido en 1883. El cementerio se encontraba bajo la supervisión de la cúria católica y, por eso, nunca fue un cementerio público. A pesar de ello es considerado el primer cementerio de la ciudad.  Una de las personas más conocidas que fue sepultada en él fue Francisco José das Chagas, "Chaguinhas", uno de los condenados por el motín de Santos (28-29 de junio de 1821) y actualmente es objeto de una devoción popular en la Capilla de los Afligidos.
Existe un proyecto en el Departamento de Patrimonio Histórico de la Secretaría Municipal de Cultura que, a partir de excavaciones realizadas en el terreno, prevé la creación de un "Memorial de los Afligidos". Los restos mortales encontrados en el terreno son objeto de análisis en la Universidad de São Paulo y mostraban rastros de haber sido flageladas y ejecutadas. A partir de la expropiación del terreno, el proyecto de construcción del memorial, fruto de un largo trabajo de movilización, lucha y negociación de los líderes del movimiento afrobrasileño local, contará también con mejoras a la Capilla de los Afligidos.